# Шахтар (футзальний клуб)
«Шахтар» — найтитулованіший український футзальний клуб з Донецька. Заснований у 1998 році. П'ятиразовий чемпіон України з футзалу, триразовий володар національного кубку й суперкубку.
У січні 2011 року керівництво клубу ухвалило рішення щодо його закриття.

## Історія

### Колишні назви
- 1998–2001: «Укрсплав»
- 2001–2011: «Шахтар»

### Історія клубу
Команда була створена в 1998 році під назвою «Укрсплав». Після року виступів у першій лізі чемпіонату України, команда вийшла до вищої ліги. В рік дебюту у вищій лізі донеччани зайняли сьоме місце. Уже наступного року, оновивши склад на 70 % та підписавши договір на оренду палацу спорту Дружба (4000 глядачів), керівництво клубу підтвердило усю серйозність своїх планів. Результат не забарився. «Укрсплав» зумів на рівних протистояти фаворитам українського футзалу, але потрапити в число призерів не зумів, замкнувши квартет найсильніших. У розіграші Кубку України донеччани дійшли до фіналу, де на своєму майданчику поступилися київському «ІнтерКрАЗу» — 0:3.
У міжсезонні клуб змінив свою назву на традиційну для гірничого регіону — ФК «Шахтар». Окрім того, клуб запросив під свої знамена найкращого бомбардира українського футзалу Ігоря Москвичова та інших висококласних виконавців. З новою назвою та потужним підсиленням гірники одразу ж вибороли свій перший трофей — стали чемпіонами України 2001/2002. Наступний сезон став для донеччан менш успішним, у важкій боротьбі золоті медалі завоювали футзалісти київського «ІнтерКрАЗу», однак «помаранчево-чорні» не поступилися у боротьбі за другий трофей — Кубок України.
Колектив, який перебував на стадії становлення і пошуку своєї гри, достойно зарекомендував себе і на міжнародній арені. Пройшовши крізь сито кваліфікаційних змагань Кубка УЄФА, лише у вирішальному турнірі донецькі спортсмени поступилися найкращим клубам Іспанії та Італії.
Сезон 2003/2004 став тріумфальним для «Шахтаря». Маючи у своєму складі кістяк збірної України — чотирьох заслужених майстрів спорту міжнародного класу, донеччани здобули переконливу перемогу в чемпіонаті України, на голову випередивши усіх своїх суперників. До того ж, Шахтарю вперше у своїй історії вдалося зробити «золотий дубль» — медалі вищої проби «гірники» поклали у знову завойований Кубок України.
У сезоні 2004/2005 «Шахтар» вдруге поспіль стає чемпіоном країни, буквально розірвавши усіх своїх суперників (лише 2 нічиї та 1 поразка в 28 матчах) і лише трохи не досягнувши позначки у 200 забитих м'ячів, зупинившись на 188-ми. Проте у фіналі Кубка сильнішими виявилися одвічні суперники — київський «Інтеркас» (1:2).
У сезоні 2005/2006 «помаранчево-чорні» знову не знають собі рівних у внутрішньому чемпіонаті виграючи його втретє поспіль. Підопічні Олега Солодовника завершили чемпіонат з гросмейстерським 21 балом переваги над срібним призером «Енергією», програвши та зігравши внічию лише по одному разу у 32 матчах. Кубок знову повернувся в Донецьк, не зважаючи на запеклу боротьбу у фіналі з боку срібних призерів — львівської «Енергії» (3:3 в основний час та перемога в серії пенальті 5:4). У тому ж таки році флагман донецького та українського футзалу встановив найвище досягнення для вітчизняних клубів на міжнародній арені, дійшовши до півфіналу розіграшу Кубка УЄФА.
2007 рік — переломний в історії клубу. У міжсезоння команду покинув один з найкращих бомбардирів Сергій Ситін, а також ряд гравців основного складу. Сезон 2007/2008, у якому клуб взяв курс на омолодження складу, став першим після сезону 2000/2001, в якому «Шахтар» залишився без титулів.
Хоча, «гірникам» знадобився лише рік, щоб знову повернути собі звання Чемпіона України. Сезон 2007/2008 приніс МФК «Шахтар» п'ятий титул найсильнішої команди країни, що є й досі не побитим рекордом. Саме в цьому сезоні «гірники» вперше звернулися до послуг бразильських легіонерів.
Перед сезоном 2008/2009 «Шахтар» довів кількість бразильців у складі до п'яти, проте це не допомогло вкотре перемогти у чемпіонаті. Донеччани задовольнилися другим місцем, поступившись львівському «Тайму».
У жовтні 2009 року у клубі відбулася зміна президента — замість Євгенія Гєллєра цю посаду обійняв Спартак Кокотюха.
Перед сезоном 2010/2011 склад команди зазнав кардинальних змін: клуб залишили усі бразильці, а також низка інших досвідчених виконавців. Через це «гірники» показувала невдалі результати і опинилася на 6-му місці за підсумками 15-ти турів, проте пробилася до півфіналу Кубку України, де мала зустрітися з Кардиналом-Рівне. Однак, 21 січня 2011 року через тривалий конфлікт керівництва клубу з АМФУ команду було розформовано.
«Шахтар» брав участь у п'яти розіграшах Кубку УЄФА і виграв три Суперкубки України.

## Досягнення
- Чемпіон України (5 (рекорд)): 2001-02, 2003-04, 2004-05, 2005-06, 2007-08
- Переможець Першої ліги чемпіонату України: 1998-99
- Володар Кубка України (3): 2003, 2004, 2006
- Володар Суперкубку України (3): 2005, 2006, 2008
- Півфіналіст Кубка УЄФА: 2006

## Рекорди
- Найбільша перемога у Кубку УЄФА: 20:0 («АГБУ-Арарат», 8 жовтня 2002 року, Рованіемі)
- Найбільша поразка у Кубку УЄФА: 0:8 («Ель Посо Мурсія», 20 березня 2005 року, Москва)
- Найбільше матчів у Кубку УЄФА провели Владислав Корнєєв, Раміс Мансуров, Олег Мірошник, Сергій Ситін, Сергій Задорожній - 25
- Найбільше голів у Кубку УЄФА забив Ігор Москвичов - 25

## Ювілейні голи

### У чемпіонатах України[6]
| Гол  | Футболіст                      | Суперник              | Рахунок | Дата            |
| ---- | ------------------------------ | --------------------- | ------- | --------------- |
| 500  | Сергій Ситін                   | «Сумигаз» (г)         | 14:1    | 11 жовтня 2002  |
| 600  | Володимир Дейнега              | «Сумигаз» (д)         | 6:5     | 15 грудня 2002  |
| 700  | Максим Москалюк (дубль)        | «Будівел» (д)         | 10:2    | 16 січня 2004   |
| 800  | Федір Пилипів (дубль)          | «Тайм» (д)            | 12:0    | 16 вересня 2004 |
| 900  | Федір Пилипів                  | «ТВД» (д)             | 6:2     | 4 січня 2006    |
| 1000 | Ігор Москвичов                 | «Дніпроспецсталь» (г) | 3:3     | 1 квітня 2006   |
| 1100 | Олег Мірошник (дубль)          | «Ураган» (г)          | 5:1     | 24 січня 2007   |
| 1200 | Сергій Задорожній (хет-трик)   | «Будівел» (д)         | 15:2    | 29 грудня 2007  |
| 1300 | Фумаса (дубль)                 | «Тайм» (д)            | 3:1     | 30 червня 2008  |
| 1400 | Олег Мірошник (дубль, 1-й гол) | «Ураган» (д)          | 2:2     | 16 травня 2009  |

## Відомі гравці
| - Олег Безуглий - Георгій Мельніков - Олексій Попов - Сергій Ситін - Дмитро Шувалов - Сергій Задорожній - Вассура | - Клаудіньо - Карлос Алберто - Ромаріо - Фумаса - Клаудіо - Тіагу |